# 拉雅尔讷
拉雅尔讷（法語：La Jarne，法語發音：[la ʒaʁn]）是法国滨海夏朗德省的一个市镇，位于该省西北部，省会拉罗谢尔市区东南，属于拉罗谢尔区。

## 地理
拉雅尔讷（46°7'39"N, 1°4'27"W）面积8.42 平方千米，位于法国新阿基坦大区滨海夏朗德省，该省份为法国西部滨海省份，北起旺代省，西临大西洋，南至吉倫特省，东南接多爾多涅省，东北接德塞夫勒省接壤，东临夏朗德省。
与拉雅尔讷接壤的市镇（或旧市镇、城区）包括：昂古兰、艾特雷、克拉韦特、拉雅里、圣罗加西安、滨海萨勒。

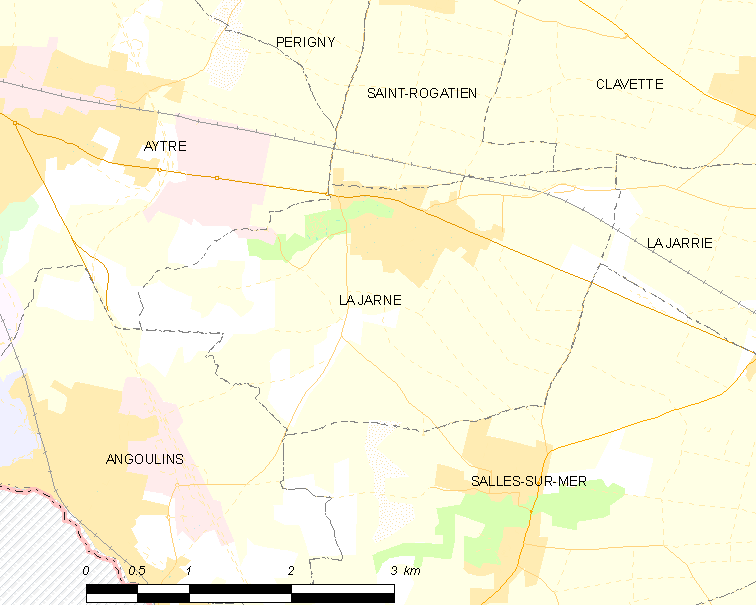
拉雅尔讷的OSM定位图

拉雅尔讷的时区为UTC+01:00、UTC+02:00（夏令时）。

## 行政
拉雅尔讷的邮政编码为17220，INSEE市镇编码为17193。

## 政治
拉雅尔讷所属的省级选区为拉雅里县。

## 人口

1962-2008年间拉雅尔讷人口变化图示

拉雅尔讷于2022年1月1日时的人口数量为2591人。